# Jonathan Franzen
Jonathan Earl Franzen (Western Springs, 17 de agosto de 1959) é um romancista e ensaísta americano. Seu romance de 2001, As Correções, um drama familiar satírico, recebeu um grande reconhecimento da crítica e de público, dando a Franzen os prêmios do National Book Award e do James Tait Black Memorial Prize, e finalista dos prêmios Pulitzer e International IMPAC Dublin Literary Award. O lançamento do seu romance seguinte, Liberdade (2010), foi cercado de grande expectativa, ganhando uma grande cobertura da imprensa. Franzen foi capa da revista Time, que o chamou de o grande romancista americano.
Franzen é conhecido também por seus ensaios e reportagens. Escreve para revistas como New Yorker e Harpers. Também é um observador de pássaros, o que levou a se tornar militante por sua preservação.  Nos últimos anos, se tornou reconhecido por suas opiniões sobre uma ampla gama de assuntos que vão desde o Twitter (“A mídia irresponsável definitiva”), a proliferação dos “ebooks” (“Apenas não permanentes o bastante”), a desintegração da Europa (“As pessoas que tomam as decisões são banqueiros. Os Tecnocratas estão tomando as decisões lá. Há muito pouco a ver com democracia ou a vontade popular”) e a auto-destruição da América (“quase um estado vilão").

## Biografia

### Primeiros anos e educação
Frazen nasceu em Western Springs, Illinois, filho de de Irene e Earl T. Franzen. Seu pai, que cresceu em Minessota, tinha ascendência sueca. Jonathan cresceu em  Webster Groves, Missouri, um subúrbio de  St. Louis, Missouri e se graduou em alemão pelo Swarthmore College em 1981. Franzen casou-se com a escritora Valerie Cornell e se mudou para Boston com o objetivo de seguir carreira como escritor. Com o fracasso desse plano, eles se mudaram para Nova York em 1987.

### Primeiras obras
The Twenty-Seventh City (sem tradução em português), publicado em 1988, trata da decadência da cidade de St. Louis, que chegou a ser a “quarta cidade dos EUA” nos idos de 1870. O romance foi bem recebido pela crítica, o que ajudou a consolidar Franzen no cenário literário americano. Em uma conversa com o escritor Donald Atrim para a “Bomb Magazine”, Franzen descreve o romance como um “um diálogo com as figuras literárias da geração dos meus pais[,] os grandes do anos 60 e os pósmodernos dos anos 70”.  Em uma outra entrevista ele afirma que “eu [Franzen] era um garoto magrinho e assustado tentando escrever um grande romance. Vesti uma máscara retórica irrepreensível, extremamente esperta, de um escritor de meia-idade extremamente erudito.”
Tremor (Strong Motion, 1992) se foca em uma família disfuncional, os “Hollands” e usa terremotos como metáforas para os seus traumas (nas palavras de Franzen, eu imaginei vidas estáticas sendo alteradas de fora para dentro - literalmente chacoalhadas. Eu imaginei cenas violentas que poderiam quebrar o verniz e fazer as pessoas gritarem furiosas verdades morais umas para os outras).  De acordo com o autor, o romance provoca o choque entre os sistemas da ciência e da religião, dois opostos que dão sentido ao mundo. O livro não foi um grande sucesso crítico ou financeiro quando foi publicado e Franzen, o defendeu em uma entrevista à Paris Review. Para ele, o livro foi um pouco ignorado pelos críticos e leitores.

### As Correções
As Correções (The Corrections, 2001)  é um romance centrado em torno de uma família do meio-oeste americano. O livro ganhou uma efusiva aclamação da critica, vencendo o National Book Award de 2001 e no ano seguinte o James Tait Black Memorial Prize de ficção. Foi finalista do “National Book Critics Circle Award for Fiction”, do “PEN/Faulkner Award” de 2002, e do Prêmio Pulitzer de Ficção de 2002, vencido por Richard Russo.
Em setembro de 2001, Franzen se envolveu em uma polêmica com a apresentadora Oprah Winfrey, quando As Correções foi escolhido para o “Oprah’s Book Club”. No mercado americano, a escolha de um livro para o clube de leitura organizado por Oprah geralmente se traduz em grande impulso de vendas. Franzen manifestou desconforto com a escolha, ao ver o seu romance entre “livros sentimentais e unidimensionais”. Suas declarações desagradaram Oprah, que retirou o convite para o seu programa de TV.
Esses acontecimentos deram a Franzen e ao romance grande atenção da imprensa. As Correções logo se tornou um dos livros mais vendidos da década no gênero de “ficção literária” nos Estados Unidos. Na cerimônia de premiação do “National Book Award” Frazen disse que “gostaria de agradecer à Oprah Winfrey por seu entusiasmo na defesa de As Correções.
Em 2011, o livro chegou a ser cotado para ter uma adaptação pelo canal de TV a cabo HBO no formato de série. Porém, a HBO abandonou o projeto devido à dificuldade de adaptar a narrativa de uma forma atraente para os telespectadores.

### Liberdade

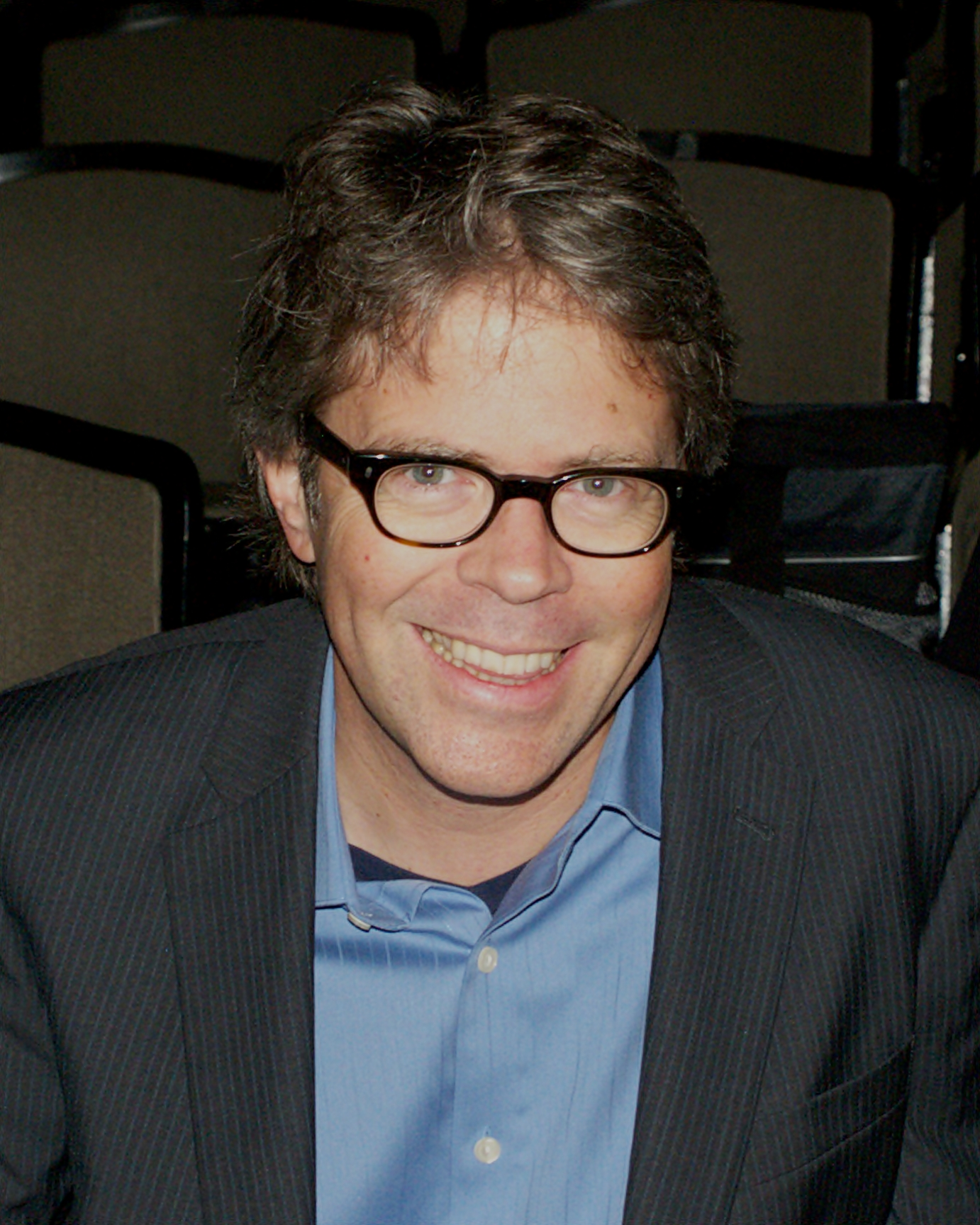
Franzen na premiação do National Book Critics Circle de 2010

Liberdade (Freedom, 2010), tem como protagonistas os membros da família “Berglund”, assim como amigos e relacionamentos amorosos, em seus complexos e problemáticos relacionamentos durante vários anos. O livro acompanha esses personagens durante as ultimas décadas do século XX e se conclui próximo ao inicio do governo Obama.
Enquanto promovia o livro, Franzen se tornou o primeiro autor americano a aparecer na capa da revista Time desde Stephen King em 2000. Além disso, na chamada de capa a revista o intitulou de  “O Grande Romancista Americano”. O livro também foi escolhido por Oprah Winfrey para o seu Book Club, chamando o livro de “obra-prima”. Em dezembro de 2010, ele participou do The Oprah Winfrey Show. Franzen e Oprah discutiram sobre o livro e a controvérsia em torno da escolha de As Correções.

### Outras Obras
Franzen publicou dois volumes de coletânias de ensaios, já publicados anteriormente em revistas literárias principalmente: “How to Be Alone” (2002) e “Farther Away” (2012). Ensaios selecionados desses dois livros foram publicados em um único volume no Brasil, chamado “Como Ficar Sozinho” em 2012.
Também publicou um livro de memórias “A Zona do Desconforto” (The Discomfort Zone, 2006). Nesse livro, Franzen discorre sobre a sua formação intelectual no meio-oeste americano durante a infância e adolescência.

## Vida Pessoal
Franzen casou-se com Valerie Cornell em 1982. O casamento foi desfeito em 1994. Atualmente, ele vive em Nova York e na Califórnia com a também escritora Kathryn Chetkovich.

## Prêmios e Reconhecimento
- 1981 Bolsa Fulbright na Alemanha[34]
- 1988 Whiting Writers' Award
- 1996 Selecionado para a edição da revista Granta de Melhores Jovens Autores Americanos (Granta's Best Of Young American Novelists)
- 1996 Guggenheim Fellowship
- 2000 Berlin Prize
- 2001 National Book Award (Ficção) por As Correções[35]
- 2001 The New York Times Book Review - Best Books of the Year
- 2001 Salon Book Award (Fiction) por As Correções
- 2001 New York Times Best Books of the Year por As Correções
- 2001 National Book Critics Circle Award finalista por As Correções
- 2002 Prêmio Pulitzer finalista[19]
- 2002 James Tait Black Memorial Prize por As Correções
- 2002 PEN/Faulkner Award finalista
- 2003 International IMPAC Dublin Literary Award - finalista
- 2009 Richard C. Holbrooke Distinguished Visitor American Academy in Berlin
- 2010 National Book Critics Circle Award finalista por Liberdade
- 2010 Salon Book Award (Fiction) por Liberdade
- 2010 New York Times lista dos 100 Livros Notáveis de 2010 por Liberdade
- 2010 International Author of the Year Award, U.K. National Book Awards[36]
- 2012 Eleito para “American Academy of Arts and Letters” [37]
- 2012 Medalha Carlos Fuentes.[38]

## Obras
Ficção
- 1988 The Twenty-Seventh City - Sem tradução para o português;

- 1992 Strong Motion - Publicado no Brasil como Tremor[15] pela editora Companhia das Letras em 2012;

- 2001 The Corrections - Publicado no Brasil como As Correções[16]  pela editora Companhia das Letras em 2003; Publicado em Portugal como As Correcções[39] pela editora D. Quixote;

- 2010 Freedom - Publicado no Brasil como Liberdade[40] pela editora Companhia das Letras em 2011; Publicado em Portugal também como Liberdade[41] pela editora D. Quixote;

- 2015 Purity - Publicado no Brasil como Pureza pela editora Companhia das Letras. Publicado em Portugal como Purity[42]
- 2021 Crossroads - Publicado no Brasil como Encruzilhadas pela editora Companhia das Letras em 2023.

Não-ficção
- 2002 How to Be Alone (Ensaios) - Ensaios selecionados desse livro e de Farther Away (2012) foram publicados em um volume no Brasil, chamado Como Ficar Sozinho em 2012 pela editora Companhia das Letras.[30]

- 2006 The Discomfort Zone (Memórias) - Publicado no Brasil como A Zona do Desconforto[43] pela editora Companhia das Letras em 2008; Publicado em Portugal também como “A Zona de Desconforto”;[44]

- 2012 Farther Away (Ensaios) - Ensaios selecionados desse livro e de How to Be Alone (2002) foram publicados em um volume no Brasil, chamado Como Ficar Sozinho em 2012 pela editora Companhia das Letras.[30]